# Kevin Benavides

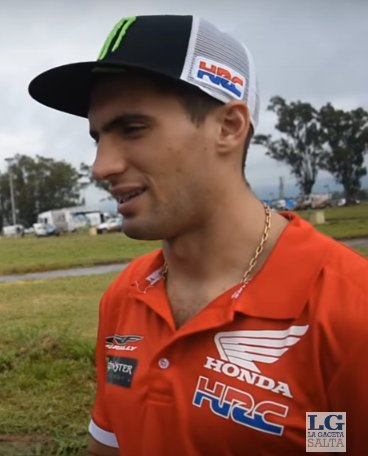
Kevin Benavides 2017

Kevin Benavides (* 9. Januar 1989 in Salta) ist ein argentinischer Motorradrennfahrer.
Benavides ist zweifacher Gewinner der FIM Cross-Country Rallies World Championship (2015 und 2016), auf Honda CRF 450 Rally. Er wurde 2018 Zweitplatzierter der Rallye Dakar in der Motorradklasse und gewann diese 2021 und 2023. Er ist der erste Argentinier, der die Rallye-Dakar-Motorradklasse gewann. Er fährt aktuell für das Red Bull KTM Factory Racing Team. Kevin Benavides ist der Bruder des ebenfalls erfolgreichen Motorradrennfahrers Luciano Benavides.